# Prüf- und Warnpflicht
Die Prüf- und Warnpflicht ist in Österreich eine Obliegenheit von Auftragnehmern für Bauleistungen. Die in der ÖNORM B 2110 (Allgemeine Vertragsbestimmungen für Bauleistungen – Werkvertragsnorm) niedergelegte Pflicht besagt, dass ein Unternehmer die vom Auftraggeber zur Verfügung gestellten Ausführungsunterlagen, Anweisungen, beigestellten Materialien oder Vorleistungen zu überprüfen hat. Auf etwaige Mängel oder zu erwartende Schäden muss der Auftraggeber schriftlich hingewiesen werden. Kommt der Unternehmer seiner Prüf- und Warnpflicht nach, und der Auftraggeber weist die unveränderte Ausführung an oder trifft keine Entscheidung, ist der Unternehmer im entsprechenden Schadensfall von seiner Haftung und Gewährleistung entbunden.
Eine Warnpflicht würde zum Beispiel ausgelöst, wenn ein Bauhandwerker Fliesen verlegen soll, die aufgrund ihrer Abriebfestigkeit nicht als Bodenbelag geeignet sind, oder wenn ein Dachdecker zur Eindeckung mit fehlerhaften Dachziegeln aufgefordert wird.
Die Prüf- und Warnpflicht tritt nicht ein, wenn „Mängel, zu deren Erkennung umfangreiche, technisch schwierige oder kostenintensive Untersuchungen oder die Beiziehung von Sonderfachleuten erforderlich sind“ vorliegen. Beispiel hierfür sind die Überprüfung einer komplexen statischen Berechnung oder auch einer technischen Anlage, deren Funktionsfähigkeit für den Auftragnehmer nicht überprüfbar ist. In diesem Fall ist der Auftraggeber schriftlich davon in Kenntnis zu setzen, dass eine Prüfung nicht durchgeführt wurde.